# 有馬誠
有馬 誠（ありま まこと、1956年〈昭和31年〉 - ）は日本の実業家。楽天グループ副社長執行役員CRO。
大阪府大阪市生まれ、1980年京都大学工学部卒業。
Yahoo! JAPANにて国内インターネット広告を中心とした事業に着手。ヤフー株式会社の第一号社員として広告事業に携わるなど複数の企業を経て、グーグル株式会社（現グーグル合同会社）の代表、その後は楽天株式会社の副社長執行役員などを務めた。
米国のネット広告会社「AdRoll」社の副社長兼日本法人「アドロール株式会社」の取締役会長を務め日本での事業立ち上げを支援した実績を持ち、2017年10月より、楽天と電通のジョイントベンチャーとして設立される「楽天データマーケティング（株）」のCEOに就任し、楽天経済圏のデータと電通の持つ知見と顧客基盤を活用してテレビ、ネット、実店舗を「データで直結した」マーケティングプラットフォームを開発した。
2023年1月、楽天グループ全役職から退任後は、Metaverse Japan特別顧問を務めるとともに、自らが代表取締役を務めるMAKコーポレーションでITに関する講演・執筆活動を再開した [5]」

## 経歴

### 略歴
- 1956年10月20日	大阪府大阪市生まれ[5]
- 1980年3月	京都大学 工学部石油化学科(現・工業化学科)卒業[1]
- 1980年4月	倉敷紡績株式会社入社 情報開発部[5]
- 1987年8月	株式会社リクルート入社 情報ネットワーク事業部[5]
- 1988年4月	リクルート国際VAN株式会社取締役[5]
- 1989年4月	株式会社リクルート 情報ネットワーク事業部部長
- 1996年4月	ヤフー株式会社入社　取締役(第一号社員）[5][6]
- 2000年6月	ヤフー株式会社常務取締役[5]
- 2003年6月	株式会社パソナキャレント（現（株）パソナキャリアカンパニー）代表取締役社長[5]
- 2004年12月	株式会社アイ・アム（現 株式会社インターワークス）設立代表取締役社長[5]
- 2004年12月	株式会社アイ・アム（現 株式会社インターワークス）取締役会長[5]
- 2010年1月	グーグル株式会社 入社 専務執行役員 営業本部長[5][7][8]
- 2010年5月	グーグル株式会社 代表取締役[5][7]
- 2013年4月	日本マーケティング学会理事就任[1]
- 2014年1月	グーグル株式会社 代表取締役退任
- 2014年2月	株式会社MAKコーポレーション 代表取締役（現任）[5]
- 2014年10月	アドロール株式会社取締役会長 兼 アドロール・グローバル副社長[5]
- 2015年12月	C Channel株式会社取締役[5]
- 2016年4月	株式会社マイナビ特別顧問[5]
- 2016年6月	株式会社マーベラス取締役[5]
- 2016年9月	株式会社インターワークス顧問[5]
- 2017年7月	アドロール株式会社取締役会長 兼 アドロール・グローバル副社長 退任[9]
- 2017年7月	楽天株式会社 副社長執行役員CRO(Chief Revenue Officer)[5]
- 2017年7月	楽天データマーケティング株式会社代表取締役社長）[5]
- 2018年4月	リンクシェア・ジャパン株式会社取締役（現任）[5]
- 2018年4月	Rakuten Marketing LLC Director[5]
- 2018年7月	株式会社チケットスター取締役（現任）[5]
- 2018年7月	Rakuten Kobo Inc. Director[5]
- 2018年7月	Rakuten OverDrive, Inc. Director[5]
- 2018年7月	Rakuten OverDrive Holdings, Inc. Director[5]
- 2018年7月	Viki, Inc. Director（現任）[5]
- 2018年7月	Viki Korea Co., Ltd. Director（現任）[5]
- 2018年7月	Viki Private Limited Director（現任）[5]
- 2018年7月	楽天ゲームズ株式会社取締役[5]
- 2018年7月	Rakuten TV Europe, S.L. Director[5]
- 2018年9月	株式会社LOB取締役（現任）[5]
- 2018年10月	Mijika株式会社取締役（現任）[5]
- 2018年10月	楽天アドロール株式会社代表取締役会長[5]
- 2019年5月	RakuTHC Movie株式会社代表取締役社長[5]
- 2019年6月	Rakuten distribution株式会社代表取締役
- 2019年8月	Rakuten H Collective Studio株式会社代表取締役
- 2022年4月 楽天グループ株式会社顧問
- 2023年1月 楽天グループ全役職から退任
- 2023年1月 社団法人Metaverse Japan特別顧問(現任)
- 2023年1月 株式会社MAKコーポレーション代表取締役(現任)

### 著書
- 『ギャップはチャンスだ』（2014年12月 出版：日経BP ISBN 9784822225346)
- 『転職メソッド』(2006年 出版：しののめ出版 ISBN 9784405004399)